# Chris Hardwick

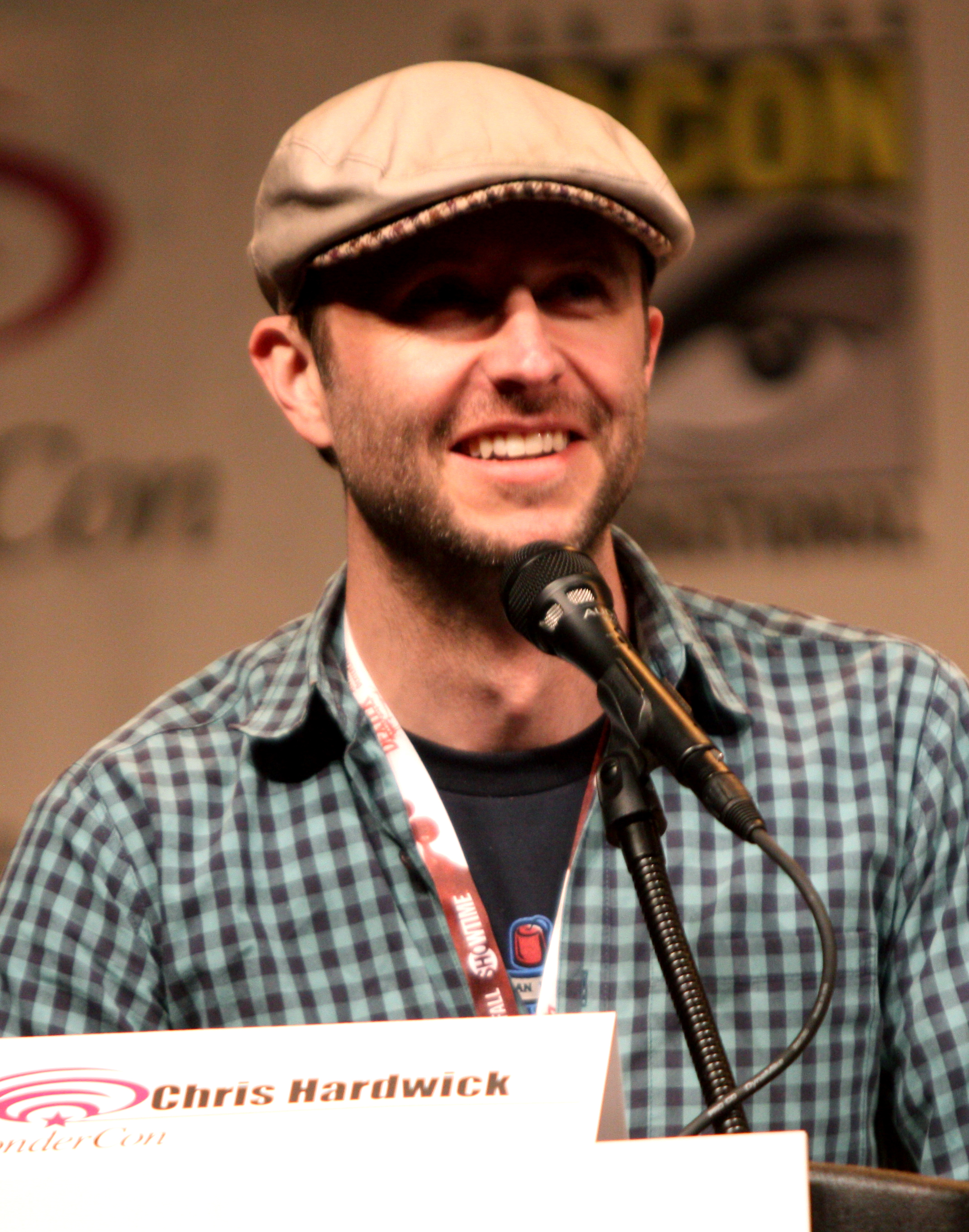
Hardwick în 2012

Chris Hardwick (n. 23 noiembrie 1971) este un comediant american, scenarist, și producător. Este cunoscut în special pentru rolul său în Back at the Barnyard. S-a născut la Kentucky, iar numele său adevărat este Christopher Ryan Hardwick.

## Discografie
- Horses and Grasses (2005)
- Mandroid (2012)

## Filmografie

### Film
| An   | Titlu                                 | Rol                | Note          |
| ---- | ------------------------------------- | ------------------ | ------------- |
| 1997 | Courting Courtney                     | Tim                |               |
| 1998 | Win a Date                            | Evrett             | Scurtmetraj   |
| 1998 | Beach House                           | Ross               |               |
| 1998 | Art House                             | Weston Craig       |               |
| 2000 | Jack & Diane                          | Jack               | Scurtmetraj   |
| 2002 | Jane White Is Sick & Twisted          | Burger             |               |
| 2003 | House of 1000 Corpses                 | Jerry Goldsmith    |               |
| 2003 | Terminator 3: Rise of the Machines    | Engineer           |               |
| 2004 | Spectres                              | Sam Phillips       |               |
| 2004 | Johnson Family Vacation               | Arson investigator |               |
| 2005 | The Life Coach                        | Milos              |               |
| 2009 | The Mother of Invention               | Drake Wooderson    |               |
| 2009 | Halloween II                          | David Newman       |               |
| 2010 | Lego: The Adventures of Clutch Powers | Bones (voce)       | Direct-to-DVD |
| 2013 | Booker, Catch!                        | Booker             | Scurtmetraj   |

## Vezi și
- Talking Dead